# Тбилисский фуникулёр
Тбилисский фуникулёр (груз. თბილისის ფუნიკულიორი) — линия фуникулёра в Тбилиси (Грузия), которая соединяет центр города с верхним парком на горе Мтацминда. Линия имеет три станции: Нижняя (улица Даниела Чонкадзе), Пантеон (разъезд длиной 70 м), Мтацминда. 
Тбилисский фуникулёр — один из самых больших и красивейших сооружений такого типа в мире.
21 июня 2000 года после обрыва троса фуникулёр был закрыт на длительную реконструкцию. Фуникулёр был вновь открыт 30 января 2013 года.

## История
В 1900 году самоуправление города подписало договор о строительстве в городе канатной железной дороги и утвердило проект бельгийского инженера Альфонса Роби. Договор предусматривал следующее: бельгийское анонимное общество получало право в течение 45 лет эксплуатировать фуникулёр с последующей безвозмездной передачей сооружения городу. Проезд для детей до 5 лет, почтальонов, полицейских и жандармов должен был быть бесплатным. Строительство фуникулёра началось в 1903 и закончилось в 1905. 
Павильон нижней станции построен по проекту архитектора Александра Шимкевича.
Ещё до открытия пресса писала:

 Тифлис. 29 декабря. Закончена постройка фуникулёрной железной дороги на гору св. Давида. На днях на ней откроется движение. Это единственное в России сооружение построено по типу дороги на Везувий. Предполагают, что с открытием фуникулёра сильно возрастут цены земельных участков на горе св. Давида.
— «Русское слово». 30 декабря 1905г.
Фуникулёр упомянут Ильфом и Петровым в романе «Двенадцать стульев»:

Мурлыча какую-то чепуху о застое в бараночно-бубличном деле, Кислярский посадил страшных знакомцев в экипаж с посеребренными спицами и подножкой и повёз их к горе Давида. На вершину этой ресторанной горы поднялись по канатной железной дороге. Тифлис в тысячах огней медленно уползал в преисподнюю. Заговорщики поднимались прямо к звёздам
— Илья Ильф и Евгений Петров. Двенадцать стульев (1927)
В годы советской власти фуникулёр был существенно перестроен, была полностью снесена верхняя станция и на её месте в 1938 году была сооружена новая станция в неоклассическом стиле по проекту Захария и Надежды Курдиани в соавторстве с А. В. Волобуевым. На плато был открыт Парк культуры и отдыха, названный впоследствии именем Иосифа Сталина. Позже в парке был построен комплекс аттракционов, в том числе колесо обозрения, расположенное близко к обрыву. Верхняя станция стала одной из главных достопримечательностей города, а ресторан, расположенный на открытых верандах станции с видом на город — любимым местом горожан и гостей Тбилиси. Позже, в 1968-69 годах была перестроена и нижняя станция. В отличие от первоначального облика, новое здание являет собой пример модернизма.
В 1958 году на гору Мтацминда была также построена и канатная дорога, поднимающая пассажиров от площади Руставели. Она прекратила работу 1 июня 1990 года после трагического случая. Произошёл обрыв каната, а тормоза не сработали. Обе кабины покатились вниз, одна врезалась в нижнюю станцию, а вторая — в оборванный тяговый канат, а затем в мачту, развалившись на части, погибло 20 человек, 45 человек получили тяжёлые увечья. 18 октября 2024 года обновленная канатная дорога вновь открылась для пассажиров и стала дублирующим фуникулеру доступом на гору Мтацминда из центра города.
21 июня 2000 года произошёл обрыв троса и на самом фуникулёре, после чего он был остановлен. В результате обрыва незначительно пострадали 20 иностранных туристов. К счастью, обошлось без жертв.
В октябре 2012 года, после модернизации, проводившейся при участии австрийско-швейцарской компании Doppelmayr Garaventa, фуникулёр был вновь введён в эксплуатацию.

## Остановки по линии фуникулёра
Средняя остановка находится у храма Св. Давида и пантеона общественных деятелей и поэтов. На верхней остановке построено двухэтажное сооружение в виде башни. Парк Мтацминда с его необыкновенным географическим местоположением и интересной инфраструктурой является одним из самых колоритных мест в Тбилиси.
Нижняя и верхняя станции спроектированы в совершенно разных стилях. Нижняя построена в псевдомавританском стиле. Верхняя, представляла собой образец раннего модерна с искусно прорисованными деталями, характерными для «югендстиля». Верхняя станция была перестроена в 1938 году в стиле в стиле сталинской неоклассики. Высота верхней станции над уровнем моря 727 метров.

## Характеристики
Перепад высот: 235 м. Длина пути 491 м (1-е место по этому показателю среди стран бывшего СССР). Вместимость одного вагона — 60 пассажиров (18 мест для сидения).
В фуникулёре — один путь, по которому курсируют 2 вагона в разных направлениях. В середине маршрута расположен 70-метровый разъезд с промежуточной станцией. Колея 1000 мм. Угол наклона пути составляет 28·33 градусов. Толщина стального каната — 33 мм. Градиент 65 %. Привод электрический.

## Современное состояние
Фуникулёр работает ежедневно, без выходных, с 10:30 до 23:15 часов (средняя станция работает только до 19:00).
Стоимость проезда составляет 10 лари за человека в одну сторону на апрель 2022 года. В кассе фуникулёра продаётся невозвратная пластиковая карточка ценой 2 лари, используемая для оплаты фуникулёра и действующая в парке развлечений Мтацминда

## Галерея
- Верхняя станция фуникулёра
- Средняя станция
- Вид на пути со средней станции
- Вид на среднюю станцию со стороны пешеходной дороги
- Храм Святого Давида неподалёку от средней станции
- Вид на могилу Грибоедова на территории храма
- Нижняя станция и начало дороги